# Cabanas do Chão
Cabanas do Chão é uma aldeia portuguesa pertencente à antiga freguesia de Abrigada, atual freguesia de  Abrigada e Cabanas de Torres, no Município de Alenquer, região Oeste e distrito de Lisboa.

## História
Segundo a tradição, a povoação, juntamente com a da Torre, teria sido fundada no século XIII, quando uma peste terrível assolou Torres Novas e Vila Verde dos Francos, obrigando os povos destas terras a fugirem para outras paragens mais saudáveis, levando à sua frente o seu bispo e o seu pároco, enquanto caíam pelo caminho, a cada passo, pessoas atacadas da terrível epidemia de que fugiam. Chegaram ao sítio de Monte Junto, chamado Monte Santo, e ali o prelado - que, segundo a tradição, seria da família Gorjão  - mandou fazer um tosco altar de pedras soltas, no qual colocaram a imagem de São Roque, e ali celebrou missa, pedindo todos a Deus e àquele santo que os livrasse do flagelo da peste. As suas preces terão sido ouvidas, e durante três dias e três noites não terá morrido mais ninguém de peste. O bispo teria ali mandado construir cabanas, enquanto não pudessem regressar a suas casas.
Diz a história que a origem desta aldeia, antigo lugar cujo nome deriva do mesmo facto que deu origem ao vizinho lugar de Cabanas de Torres, sede da freguesia do mesmo nome. Por se situar numa planície, consta que a este local se chamara antes Vale Chã. Após a fundação da povoação, construíram-se as primeiras Cabanas, que se veio juntar do Chão, nome original do local, de modo a não se confundir com a povoação de Torres.
Existem registos do nome já nos finais do século XV.
A presença humana neste antigo Vale Chã, remonta ao período eneolítico, existindo descobertas de alguns machados polidos, por Hipólito Cabaço.
Do crescimento populacional e do edificado, consta que dos 3 fogos em 1497, passa para 21, em 1527. Em 1712 tem somente 20 fogos, não se conhecendo as circunstâncias que influenciaram aquilo que aparenta ser uma estagnação ou decréscimo da população. Desta data a 1873 a tendência será inversa pois chegará a esta data contando 324 indivíduos, em 75 fogos, acentuado-se até 1911, quando atinge o número de 553 habitantes, em 111 fogos.

## Património
Em Cabanas do Chão existe uma capela dedicada a São Lourenço, cujos festejos se realizam no mês de Agosto.